# Coconut Creek
Ne doit pas être confondu avec Coconut Grove (Miami).
Coconut Creek est une ville du comté de Broward, en Floride, aux États-Unis.
Elle fait partie de l'aire métropolitaine de Miami.

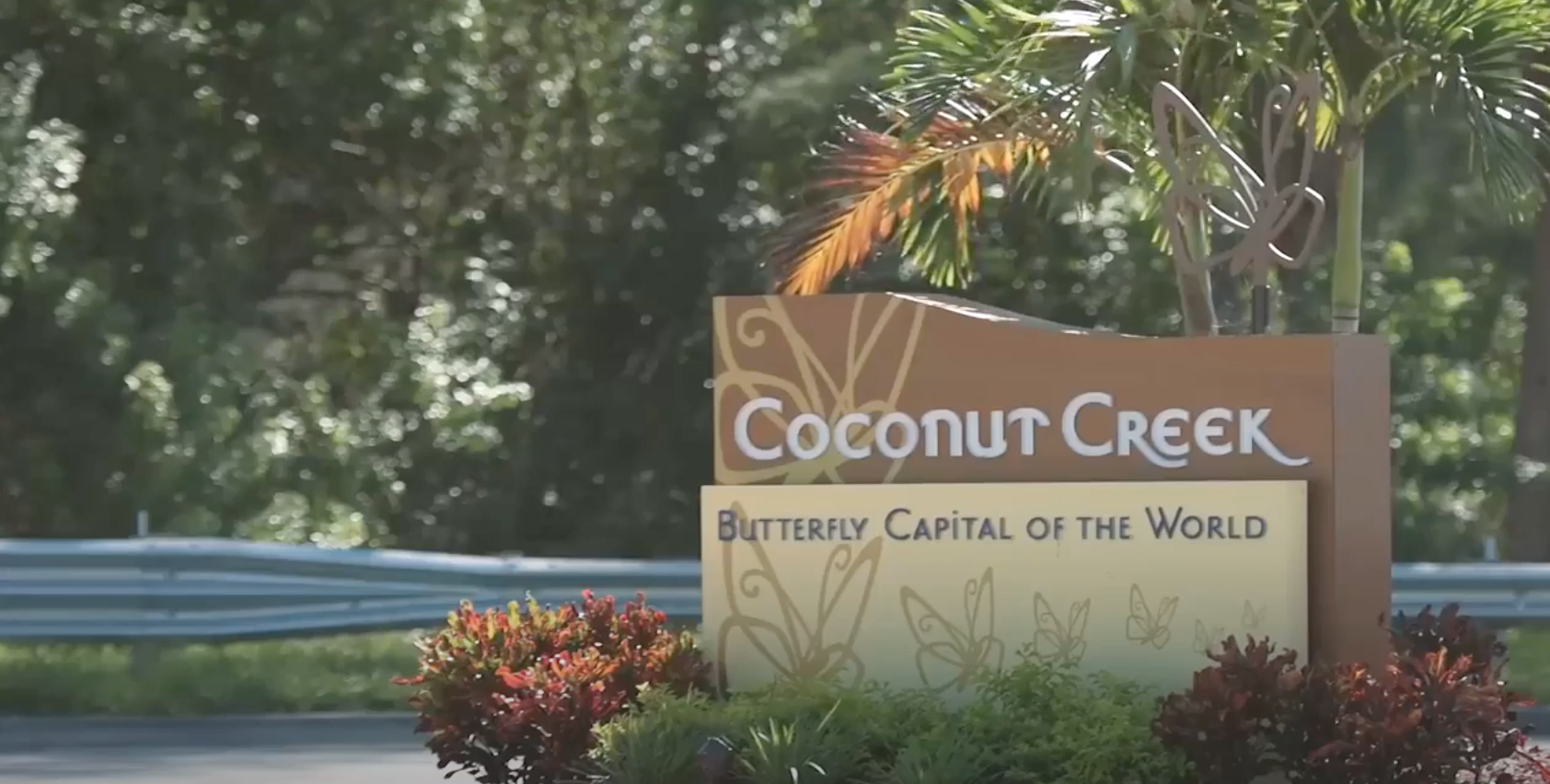
Panneau de bienvenue de la ville

## Démographie
| 1970  | 1980  | 1990   | 2000   | 2010   | - |
| ----- | ----- | ------ | ------ | ------ | - |
| 1 359 | 6 288 | 27 485 | 43 566 | 52 909 | - |